# Рене де Бираг
Кардинал Рене де Бираг (имя и фамилия при рождении — Ренато Бираго) (фр. René de Birague; 3 февраля 1507, Милан — 24 ноября 1583, Париж) — французский церковный, политический и судебный деятель; канцлер (глава судебного ведомства), хранитель государственной печати, член тайного Государственного совета. Суперинтендант финансов (1568—1571). Первый министр Франции (1570—1574). Епископ Лодевский (1573—1580).

## Биография
Родился в миланской патрицианской семье. Сын посла миланского герцога при дворе французского короля.
Обучался в католическом университете в Авиньон. После внезапной смерти своего отца прервал учёбу, чтобы приступить к исполнению семейных обязанностей.
Получил докторскую степень и в качестве доктора права был принят в Миланскую коллегию адвокатов. После битвы при Павии (1525), когда французы и их сторонники были высланы из Милана, он и его три брата, бежали во Францию, чтобы избежать мести Франческо II Сфорца, герцога Миланского. В 1536 году властями Милана он был объявлен предателем и всё его имущество было конфисковано (частично возвращено в 1556 году).
Король Франции Франциск I назначил его советником парламента Парижа. После установления французского контроля над Пьемонтом, он был членом парламента Турина (1539) и его президентом в 1543 году.
В 1565 году принял французское подданство. После смерти жены в 1572 году был рукоположен и представлял Францию на Тридентском соборе, а затем при дворе Императора Священной Римской империи. Сопровождал короля в поездке в Гиенну. Генеральный прокурор и генерал-лейтенант в Лионе, Форесте и Божоле (сентябрь 1565—1568). Суперинтендант финансов (1568—1571).
Король Карл IX назначил его хранителем государственной печати французского королевства и членом тайного Государственного совета. В награду за поддержку массового убийства гугенотов-протестантов в Париже, организованного французским королём Карлом IX и его матерью Екатериной Медичи во время Варфоломеевской ночи в 1572 году Рене де Бираг был назначен канцлером Франции.
Год спустя он стал епископом Лодевский (1573—1580). В феврале 1578 г. стал кардиналом, но не получил титульную церковь. В сентябре 1578 года оставил пост хранителя печати, но сохранил титул канцлера.
В 1580 году ушёл на покой.

## Награды
- Рыцарь ордена Святого Михаила.
- Командор ордена Святого Духа